# 6191 Eades
6191 Eades è un asteroide della fascia principale. Scoperto nel 1989, presenta un'orbita caratterizzata da un semiasse maggiore pari a 2,9917657 UA e da un'eccentricità di 0,1262167, inclinata di 10,21063° rispetto all'eclittica.